# Diploma Leopoldinum

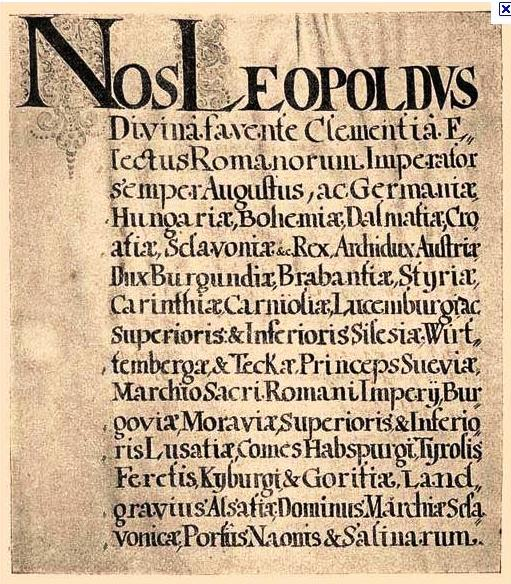
De aanhef van het Diploma Leopoldinum

Het Diploma Leopoldinum was een wetsdocument dat de basisprincipes uittekende voor het bestuur van het vorstendom Zevenburgen binnen het Habsburgse Rijk. Het document was opgesteld door Miklós Bethlen, die nadien kanselier van Zevenburgen werd. Leopold I, keizer van het Heilige Roomse Rijk, vaardigde het uit in december 1691. Het Diploma Leopoldinum herstelde de burgerlijke administratie in het vorstendom en bevestigde de traditionele vrijheden van de Drie Naties van Zevenburgen (de grotendeels Hongaarse adel, de Saksische kooplui en de militaire Szeklers), alsook de vrijdom van de vier erkende godsdiensten, namelijk het lutheranisme, het calvinisme, het rooms-katholicisme en het unitarisme.
Bovendien werd het vorstendom Zevenburgen door middel van dit Diploma rechtstreeks onder het gezag van het Hof in Wenen geplaatst en werd het aan het Koninkrijk Hongarije onttrokken.